# Бейсбольная терминология
Список наиболее часто используемых терминов и понятий бейсбола.

## Основные определения
| # A B C D E F G H I J K L M N O P Q R S T U V W X Y Z     |
| А Б В Г Д Е Ё Ж З И К Л М Н О П Р С Т У Ф Х Ц Ч Ш Щ Э Ю Я |

### А
- Ампа́ир (англ. umpire) — судья; игры регулярного чемпионата МЛБ обслуживаются четырьмя ампаирами, располагающимися позади дома и на каждой из баз. На матчах плей-офф задействуются дополнительные ампаиры, которые находятся в левой и правой частях аутфилда. На каждом из матчей также работает судья, отвечающий за видеопросмотр спорных эпизодов.
- А́ут (англ. out) — ситуация (или команда судьи), означающая, что игрок нападения в данном иннинге выведен из игры.
- Аутфи́лд (англ. outfield) — внешняя часть бейсбольного поля.
- Аутфи́лдер (англ. outfielder) — игрок обороняющейся команды, занимающий позицию в аутфилде. На поле одновременно находятся три аутфилдера: правый, центральный и левый.

### Б
- Ба́за (англ. base) — одна из четырёх точек поля, которых последовательно должен коснуться бегущий (раннер), чтобы набрать очко. База, с которой игрок начинает бег, отбив мяч, и куда он должен вернуться, называется домом.
- Бант (англ. bunt) — короткий удар, при котором бэттер не замахивается по мячу, а просто подставляет под него биту.
  - Са́крифайс бант или жертвенный бант (англ. sacrifice bunt) — ситуация, когда мяч специально отбивается так, чтобы раннер смог продвинуться на следующую базу, в то время как бэттер оказывается в ауте. Если «жертва» удалась, бэттеру не снижают рейтинг.
- Бейс он болс или база за «болы» (англ. Base on balls) — перемещение бьющего на первую базу после получения четырёх болов.
- Бейсбольный мяч (англ. ball) — мяч, используемый для игры в бейсбол. Состоит из пробковой или резиновой сердцевины, обернутой пряжей. Обшит кожей.
- Бе́йсмен (англ. baseman) — игрок обороняющейся команды, располагающийся на одной из баз. На поле одновременно находятся игроки первой, второй и третьей баз.
- Бок (англ. balk) — неправильные действия питчера в отношении раннеров, которые находятся на базах. Бок дает право перемещения на одну базу для всех раннеров.
- Бол (англ. ball) — мяч, поданный питчером вне страйковой зоны, на который не отреагировал отбивающий. После каждой подачи судья объявляет количество болов и страйков. Если мяч после подачи ударился о землю и, отскочив, пролетел через страйк-зону, он считается болом. Если такой мяч касается бьющего, последний получает право переместиться на первую базу.
- Бре́йкинг бол (англ. breaking ball) — кручёная подача.
- Бу́ллпен (англ. bullpen) — зона, где запасные питчеры разминаются перед тем как вступить в игру. В зависимости от бейсбольной площадки может располагаться либо в специально огороженной прямоугольной площадке за забором игрового поля (отсюда и термин — «бычий загон»), либо за отсутствием таковой — в фол-зоне вдоль линий базы. Запасные питчеры обычно ждут в «буллпене», если им предстоит участвовать в игре, а не в дагауте[1]. Также термином «буллпен» в переносном смысле обозначают список запасных питчеров команды.
- Быстрая подача (англ. quick return) — подача, выполненная питчером с явным намерением застать бьющего не готовым к отбиванию. Такая подача является нелегальной.
- Бэ́ттер, бьющий, отбивающий (англ. batter) — игрок атакующей команды, противостоящий питчеру. Находится в «доме» (с левой или с правой стороны — как ему удобнее) перед кетчером. После совершения удара по мячу («хита») он становится раннером.
- Бэ́ттэри, батарея (англ. battery) — дуэт партнеров — питчера и кетчера.

### Г
- Главная лига бейсбола[2] (MLB) (англ. Major League Baseball) — профессиональная спортивная бейсбольная организация в Северной Америке, являющаяся одной из четырёх профессиональных спортивных лиг в США и Канаде.
- Гра́унд-аут (англ. ground-out) — один из вариантов форс-аута: ситуация, когда мяч отбивается в землю и бэттер выбывает в аут после того, как защитники доставляют мяч на первую базу до того, как он смог до неё добежать.
- Гра́унд бол (англ. ground ball) — мяч, отбитый в землю.
- Граунд-рул дабл — см. дабл
- Грэнд Слэм (англ. grand slam) — хоум-ран в ситуации, когда все базы заняты раннерами, что позволяет команде набрать сразу четыре очка.

### Д
- Дабл (англ. double) — удар, в результате которого бэттер переместился на вторую базу.
  - Гра́унд-рул дабл (англ. ground rule double) — удар, в результате которого мяч ударяется о землю и вылетает за пределы поля. Бэттер при этом автоматически перемещается на вторую базу, а все активные раннеры — на две базы вперёд.
- Дабл-плей (англ. double play) — розыгрыш, в процессе которого игроки защиты выводят в аут двух игроков соперника. Например, в ситуации, когда игрок нападения находился на первой базе, бьющий отбил мяч так, что защита доставила мяч на вторую базу, а затем на первую, до того как бегущий и бьющий смогли их достичь.
  - Вынужденный двойной аут (force double play) — игра, в которой оба аута происходят в результате вынужденной игры.
  - Обратный вынужденный двойной аут (англ. reverse force double play) — игра, в которой первый аут вынужденный на первой базе, а второй производится осаливанием бегуна на второй базе, так как вынужденной игры после аута на первой уже нет.
- Дага́ут (англ. dugout) — скамья ниже уровня поля, место для игроков, запасных игроков и других членов команды.
- Дед бол, мёртвый мяч (англ. dead ball) — мяч, находящийся вне игры. Игра останавливается.
- Ди́нгер (англ. dinger) — то же, что хоум-ран.
- Долгосрочный релиф-питчер — питчер, появляющийся на поле из-за ранней замены стартового питчера в период до 4 иннинга включительно.

### З
- Загон — см. рандаун

### И
- И́ннинг (англ. inning) — период бейсбольного матча, во время которого команды по разу играют в защите и нападении. Как правило, матч состоит из 9 иннингов. Полный иннинг состоит из двух частей и состоит из шести аутов, по три для каждой команды:
  - верх (англ. top half) — одна команда играет в обороне, другая в нападении;
  - низ (англ. bottom half) — команды меняются местами: первая играет в нападении, а вторая в обороне.

Команда гостей в атаке во время верхней части иннинга, хозяева поля в атаке во время нижней части иннинга. Иногда нижнюю половину также называют домашней половиной (англ. home half).
Промежуток между верхней и нижней частями иннинга называется серединой иннинга (англ. middle of the inning).
- Инсайд-парк хоум-ран (англ. inside-the-park home run) — см. Хоум ран
- Инте́ншинал уок (англ. intentional walk) — преднамеренный уок. Ситуация, когда питчер с открытой первой базой четырежды намеренно подаёт мяч далеко мимо зоны страйка и пропускает бэттера на базу. Приём используется против сильных отбивающих. На данный момент прием не используется, менеджер команды защиты показывает 4 пальца и указывает на первую базу для бьющего.
- И́нфилд-фла́й рул (англ. infield fly rule) — Правило, применяемое если мяч, отбит высоко в воздух в пределах фэйр-территории и который может быть легко пойман любым игроком, находящимся в пределах инфилда. При этом бьющий выводится в аут вне зависимости от того, был ли пойман мяч. Правило введено для того, чтобы игроки обороны не смогли заработать двойной вынужденный аут, умышленно не поймав мяч с лета. Правило применяют при аутах меньше двух и занятыми первой и второй базе.
  - Инфилд-флай иф фэйр (англ. infield fly if fair) — команда судьи в ситуации инфилд-флай, в случае, если непонятно, упадет ли мяч на фэйр-территории или фол-территории. В этом случае инфилд-флай будет зафиксирован, если мяч упадет в пределах фэйр-территории.
- Инфи́лдер (англ. infielder) — игрок обороняющейся команды, находящийся в поле рядом с квадратом. К инфилдерам относятся игроки первой, второй и третьей баз, и шортстоп.

### К
- Ка́ттер (англ. cutter) или кат-фастбол (англ. Cut fastball) — медленная «режущая» подача, направленная по отличной от прямой траектории. Чаще всего вектор смещения идет в направлении перчатки питчера.
- Кёрв (англ. curve) или кёрвбол (англ. curve ball) — кручёная подача, похожая на слайдер, предназначенная «нырнуть» перед отбивающим. Ещё более медленная, но с сильным вращением.
- Клина́п хи́ттер (англ. cleanup hitter) — четвёртый бэттер в списке бэттеров. Обычно он самый сильный и опытный. Наиболее вероятно, что он принесёт очко.
- Кло́узер (англ. closer) — питчер, завершающий игру. Обычно появляется на поле в последнем иннинге с целью сохранить имеющееся преимущество.
- Компли́т гейм (англ. complete game) — см. полная игра
- Кража базы (англ. stolen base) — игровая ситуация, когда игрок, находящийся на базе, перебегает на следующую в момент подачи питчера, но до того, как бьющий успел осуществить удар.
- Краткосрочный релиф-питчер — питчер, выпускающийся на поле на небольшой срок.
- Кручённая подача (англ. breaking ball) — подача, при которой мяч движется по кривой траектории, чем вводит в заблуждение отбивающего.
- Кэтчер (англ. catcher) — игрок, находящийся за домом, принимающий мяч, поданный питчером.

### Л
- Ла́йнер или Лайндрайв (англ. liner, line drive, frozen rope) — отбитый мяч, летящий на небольшой высоте по практически прямой траектории.
- Леворукий специалист (англ. left-handed specialist) — питчер-левша, выпускается с целью нейтрализовать леворукого беттера или усложнить задачу праворукому.

### Н
- Назначенный отбивающий (англ. designated hitter) — игрок, выходящий на биту вместо питчера.
- На́клбол (англ. knuckleball) — подача питчера, при которой бросок осуществляется кончиками пальцев. Мяч летит почти без вращения и сваливается (меняет свою траекторию по вертикали) в последний момент.
- Непойманный третий страйк (англ. uncaught third strike) — игровая ситуация, когда кэтчер не ловит мяч, брошенный питчером на третий страйк. В таком случае бэттер может попытаться добежать до первой базы прежде, чем его осалят или доставят мяч на первую базу.
- Ноу-хи́ттер (англ. no-hitter), или ноу-хит игра (англ. no-hit game), или ноу-ноу (англ. no-no), — игра, в которой нападающая команда не смогла сделать ни одного хита.

### О
- Оса́ливание или тег-а́ут (англ. tag out) или (англ. tag) — база считается осаленной, если игрок, владеющий мячом, коснулся её какой-то частью тела. Игрок считается осаленным, если противник тронул его рукой с ловушкой и мячом или же свободной рукой. Если защитник успел осалить базу или игрока, а затем выронил мяч, осаливание засчитывается. Осаленный игрок нападения выбывает в аут. При осаливании базы тот игрок, который не успел добраться до неё раньше соперника, выбывает в аут.
- Отбивающий — см. бэттер.

### П
- Пассд-бол (англ. passed ball) — мяч, пропущенный кетчером. Игровая ситуация, при которой игроки, находящиеся на базах, могут выполнить пробежку на следующую базу.
- Пик-о́фф (англ. pickoff) — пас питчера инфилдеру, чтобы тот мог осалить раннера до того как он займёт базу.
- Пинч ра́ннер (англ. pinch runner) — игрок, заменивший раннера на базе.
- Пинч хи́ттер (англ. pinch hitter) — игрок, заменивший бэттера.
- Пи́тчер (англ. pitcher) — игрок защищающейся команды, подающий мяч.
- Полная игра (англ. complete game, в статистических данных обозначается как CG) — термин, определяющий игру, в которой питчер отыграл всю игру, то есть, минимум 9 иннингов, без помощи релиф-питчеров.
- Поп-а́ут (англ. pop-out) — разновидность флайаута, когда мяч отлетает высоко, но недалеко.
- Присуждённая встреча — встреча, законченная со счётом 9:0 по решению судьи в наказание команде, грубо нарушившей правила, или команде, не пришедшей на игру (аналог технического поражения).

### Р
- Ран (англ. run) — очко, заработанное игроком нападения, после касания последней, четвёртой базы (дома).
- Ранда́ун (англ. rundown) или загон — действия команды в защите при попытке вывести в аут раннера, который находится между базами.
- Ра́ннер (англ. runner) или бегущий — игрок команды нападения, отбивший мяч. Поскольку у него уже нет биты, он перестает называться бэттером.
- Ранс бэттед ин (англ. runs batted in, сокращенно — RBI) — количество очков (ранов), которые заработала команда после удара бэттера.
- Рели́вер (англ. reliever) — см. Релиф-питчер
- Рели́ф-пи́тчер (англ. relief pitcher) или реливер (англ. reliever) — в бейсболе или софтболе это питчер, сменяющий по ходу игры стартового питчера из-за травмы, неудачной игры, усталости, удаления с поля или по решению тренера.

### С
- Са́крифайс флай (англ. sacrifice fly) — ситуация в которой при флайауте мяч выбит достаточно далеко, и после ловли мяча полевым игроком, раннер может успеть забежать в дом, набрав очки.
- Сейф (англ. safe) — игровая ситуация, возникающая, когда бегущий достиг базы (коснулся базы любой частью своего тела) раньше мяча и захватил её. Игрок нападения находится «в безопасности». Судья обозначает эту ситуацию разведёнными в стороны руками.
- Сета́п (англ. setup) или сетап мэн (англ. setup man) — релиф-питчер, обычно появляющийся на поле перед клоузером.
- Сет-позиция (англ. set position) — положение питчера перед броском.
- Сингл (англ. single) — удар, в результате которого бэттер перемещается на первую базу.
- Си́нкер (англ. sinker) или синкинг фастбол (англ. sinking fastball) — подача, которая направлена по горизонтали вниз. Таким образом, создается большое количество вариантов, когда отбивающий, получив контакт с мячом, направит его в траву площадки.
- Ско́рер (англ. scorer) — помощник судьи, ведущий запись статистических показателей во время матча.
- Скуиз-плей (англ. squeeze play) — тактический прием, применяемый при ударе типа «бант», когда команда нападения «заводит» игрока в «дом» с третьей базы.
  - Су́исайд сквиз (англ. suicide squeeze) — опасная ситуация, когда раннер, находящийся на третьей базе, стартует при броске питчера. Если игрок, выполняющий бант, промахнётся по мячу, то раннера практически 100 % осалят по пути к дому.
  - Се́йфти сквиз (англ. safety squeeze) — ситуация, когда раннер, находящийся на третьей базе, стартует только тогда, когда бита вступит в контакт с мячом.
- Сла́йдер (англ. slider) — подача на средней скорости, отклоняющаяся в сторону и вниз.
- Слоубо́лл (англ. slow ball) — см. Чендж-ап
- Совершенная игра (англ. perfect game) — игра, в которой питчер (или питчеры) одерживает победу, проведя на горке не менее девяти иннингов и не пропустив на базу ни одного соперника.
- Спли́ттер (англ. splitter) или Сплит-фастбол (англ. split-fastball) — подача, замаскированная под фастбол, резко ныряющая перед бэттером. Мяч летит по сложной траектории с медленной скоростью, по сравнению с классическими фастболами. Своё название получила от особенности хвата мяча — split — пальцы делят мяч пополам.
- Стартовый питчер (англ. starting pitcher) или просто стартер (англ. Starter) — питчер, выполняющий первую подачу в матче на первого беттера.
- Страйк (англ. strike) — ситуация, фиксируемая ампаиром в определённых случаях:
  - Бэттер попытался отбить брошенный питчером мяч, но не попал (считается, что бэттер попытался отбить мяч, если бита пересекла переднюю линию дома).
  - Бэттер не стал бить по мячу и мяч при этом попал в зону страйка (за исключением случая, когда мяч прошёл в зоне страйка после отскока от земли).
  - Бэттер ударил по мячу, но был зафиксирован фол (при условии, что на счету бэттера меньше двух страйков).
  - Бэттер пытался сделать бант, но мяч ушёл за линию фола.
  - Кэтчер поймал фол тип.
- Страйк-а́ут (англ. strike-out) — ситуация, когда бьющий выбывает из игры получив три страйка.
- Страйк-зона (англ. strike zone) — пространство, находящееся непосредственно над «домом». Сверху по высоте ограничено — воображаемой горизонтальной линией, проходящей под подмышками бэттера, а снизу — воображаемой горизонтальной линией, проходящей по нижнему краю колена бэттера. По ширине зона ограничена шириной пластины дома.

### Т
- Тайм (англ. time) — команда судьи, по которой игра немедленно останавливается и возобновляется только после команды «плей» (игра).
- Тег-ап (англ. tag up) — повторное касание раннером базы после ловли флайбола (за исключением фол типа).
- Тег-а́ут (англ. tag out) — см. осаливание.
- Трипл (англ. triple) — удар, в результате которого бэттер перемещается на третью базу.
- Трипл-плей (англ. triple play) — ситуация в игре, когда три игрока команды нападения попадают в аут, если не было ошибок между аутами.

### У
- Уайлд-питч (англ. wild pitch) — неточная подача питчера.
- Уинд-ап позиция (англ. wind-up position) — позиция питчера при подаче.
- Уок (англ. walk) — действие перехода на первую базу бэттера после 4-х болов см. Бейс он болс. Так же команда судьи, означающая ошибку питчера. В этом случае игроки нападения, находящиеся в данный момент на базах, получают право беспрепятственно передвинуться на следующую базу.

### Ф
- Фастбо́л (англ. fastball) — прямая подача, при которой упор делается на скорость полёта мяча, является наиболее распространённой подачей. Разновидности: фор-сим (англ. four-seam), ту-сим (англ. two-seam), каттер (англ. cutter), сплиттер (англ. splitter), форкбол (англ. forkball).
- Фол-территория (англ. Foul territory) — часть поля, с внешней стороны фол-линий.
- Фла́йбол (англ. fly ball) — мяч, отбитый высоко над игровым полем.
- Флайа́ут (англ. fly out) — флайбол, пойманный игроками защиты до того, как он коснется земли (за исключением фол типа). В этом случае отбивающий выбывает из игры, а атакующие обязаны вернуться на исходные базы (тег ап), после чего имеют право передвигаться по базам дальше.
- Фол или фаул (англ. foul) — удар, после которого мяч непосредственно уходит за боковую линию или выкатывается за неё между домом и первой или третьей базой. Считается как страйк, если у питчера меньше 2-х страйков.
- Фол тип (англ. foul tip) — мяч, попавший в ловушку кетчера напрямую после контакта с битой бэттера.
- Форкбо́л (англ. forkball) или «вилка» — подача, разновидность фастбола, при которой мяч держат так, как будто он зажат между зубьями вилки, в момент выпуска мяча из руки ему можно придать дополнительное вращение.
- Форс-а́ут (англ. force out) — игрок нападения (раннер) должен был бежать на базу, но игрок защиты встал на эту базу с мячом в руке прежде, чем тот успел это сделать.
- Форс-плей (англ. force play) — вынужденная игра, когда игрок нападения обязан бежать на следующую базу.
- Фэйр-территория (англ. Fair territory) — часть поля, с внутренней стороны фаул-линий, начиная от дома заканчивая ограждением игрового поля. Непосредственно фаул-линии включены в фэйр-территорию.

### Х
- Хит (англ. hit) — удар, при котором отбивающий достиг первой базы. Если этой удачной пробежке предшествовала ошибка игроков обороны (неточный бросок на базу, потеря мяча на приёме), то хит бьющему не засчитывается, а обороне записывается ошибка (error). Если отбивающий успешно достигает первой базы и продолжает бег, пытаясь сделать дабл или трипл, но не успевает и выводится в аут игроками обороны, ему всё равно засчитывается хит.
- Хит бай питч (англ. hit by pitch) — ситуация, при которой бэттер занимает первую базу после попадания в него мячом питчера.
- Хоум ра́н (англ. home run, сокр. HR) — удар, после которого бэттер пробегает через все базы и возвращается в дом. В современном бейсболе обычно достигается при ударе, когда мяч (флайбол) выбивается за пределы поля между штрафными мачтами (или касается одной из них). Такая ситуация называется «автоматический хоум-ран».
  - Инсайд-парк хоум-ран (англ. inside-the-park home run) — более редкая разновидность хоум-рана, когда мяч после отбития не вылетает за пределы поля, а остаётся в игре. Бэттер при этом успевает пробежать через все базы и вернуться в дом до того, как игроки защиты успевают вывести его в аут.

### Ч
- Чендж-а́п (англ. changeup) или слоубол — прямая подача с переменной скоростью. При том, что скорость руки остается как при фастболе, мяч летит медленнее на 13-20 км/час. Бэттер реагирует на скорость руки и пытаясь отбить фастбол, взмахивает битой раньше чем нужно.

### Ш
- Шата́ут (англ. shutout) — игра всухую, комплит гейм без единого пропущенного рана. См. также ноухиттер
- Шифт (англ. shift) — ситуация, когда все инфилдеры и/или аутфилдеры встают по или против часовой стрелки от их обычных позиций. Стратегия направлена против определённых бэттеров, которые обычно бьют в какую-то одну сторону.
- Шорт-стоп (англ. shortstop) — игрок защиты, находящийся между 2-й и 3-й базой.

### Э
- Экстра-бейс хит (англ. extra-base hit) — хит, в результате которого бэттер сумел достичь как минимум второй базы. То есть сюда относятся даблы, триплы и хоум-раны.

### B
- BB (англ. Base on Balls) — см. Бейс он болс

### H
- HBP (англ. Hit By Pitch) — см. Хит бай питч

### M
- MLB (англ. Major League Baseball) — см. Главная лига бейсбола

### O
OBP (англ. On-Base Percentage) — процент того, насколько часто бэттер занимает базу

### R
- RBI (англ. Runs Batted In) — см. Ранс бэттед ин

### S
- SB (англ. Stolen Base) — см. Кража базы
- SF или SAC Fly (англ. Sacrifice Fly) — см. Сакрифайс флай
- SH или SAC (англ. Sacrifice Hit, Sacrifice Bunt) — см. Сакрифайс бант
- SO (англ. Strike-Out) — см. Страйк-аут

### X
- XBH или EBH (англ. Extra-Base Hit) — см. Экстра-бейс хит